# Silang

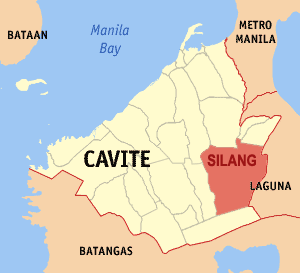
Silangs läge i Cavite

Silang är en ort i Filippinerna som ligger i provinsen Cavite i regionen CALABARZON.
Silang räknas officiellt inte som stad utan är en kommun. Kommunen är indelad i 64 smådistrikt, barangayer, varav 10 är klassificerade som landsbygdsdistrikt och 54 som tätortsdistrikt. Hela kommunen har 156 137 invånare (folkräkning 1 maj 2000) varav ungefär 126 000 bor i centralorten.